# Boone (Carolina del Norte)
Boone es un pueblo ubicado en el condado de Watauga en el estado estadounidense de Carolina del Norte. En el año 2007 tenía una población de 13 843 habitantes y una densidad poblacional de 920 personas por km².

## Geografía
Boone se encuentra ubicado en las coordenadas 36°12′41″N 81°40′7″O / 36.21139, -81.66861.

## Demografía
Según la Oficina del Censo en 2000 los ingresos medios por hogar en la localidad eran de USD 20 541, y los ingresos medios por familia eran de USD 49 762. Los hombres tenían unos ingresos medios de USD 28 060 frente a los USD 20 000 para las mujeres. La renta per cápita para la localidad era de USD 12 256. Alrededor del 9,2% de las familias y del 37,0% de la población estaban por debajo del umbral de pobreza.